# Nginx
nginx (pronunciat en anglès "engine X") és un servidor web /  proxy invers lleuger d'alt rendiment i un proxy per protocols de correu electrònic ( IMAP /  POP3).
És programari lliure i de codi obert, llicenciat sota la  Llicència BSD simplificada. És multiplataforma, de manera que corre en sistemes tipus Unix (GNU / Linux,  BSD,  Solaris, Mac OS X, etc.) i  Windows.
El sistema és usat per una llarga llista de llocs web coneguts, com: WordPress, Hulu, GitHub, Ohloh, SourceForge, TorrentReactor i parts de Facebook (Com el servidor de descàrrega d'arxius ZIP Pesats).

## Ús
Originalment, Nginx va ser desenvolupat per satisfer les necessitats de diversos  llocs web de  Rambler que rebien unes 500 milions peticions al dia a setembre de 2008.
D'acord amb l'estudi de Netcraft, Netcraft s May 2010 Web Server Survey, Nginx va ser el tercer servidor web més utilitzat en tots els dominis (6,55% dels llocs estudiats) i el quart servidor web més utilitzat en els llocs actius (8,77% dels llocs estudiats).

## Característiques bàsiques servidor web
- Servidor d'arxius estàtics, índexs i auto-indexat.
- Proxy invers amb opcions de memòria cau.
- Balanç de càrrega.
- Tolerància a fallades.
- Suport de HTTP en  SSL.
- Suport per FastCGI amb opcions de memòria cau.
- Servidors virtuals basats en nom i / o en adreça IP.
- Streaming de fitxers FLV i  MP4.[7]
- Suport per autenticació.
- Compressió gzip.
- Habilitat per suportar més de 10.000 connexions simultànies.[8]

## Característiques proxy de correu
- Proxy  SMTP,  POP3 i  IMAP.
- Suporta STARTTLS.
- Suporta  SSL.